# Pascal Fauvel
Pascal Fauvel (Béthisy-Saint-Pierre, 8 de abril de 1882-Béthisy-Saint-Pierre, 22 de octubre de 1942) fue un deportista francés que compitió en tiro con arco, en la modalidad de arco recurvo. Participó en los Juegos Olímpicos de Amberes 1920, obteniendo tres medallas, dos de plata y una de bronce.

## Palmarés internacional
| Juegos Olímpicos | Juegos Olímpicos  | Juegos Olímpicos  | Juegos Olímpicos             |
| Año              | Lugar             | Medalla           | Prueba                       |
| ---------------- | ----------------- | ----------------- | ---------------------------- |
| 1920             | Amberes (Bélgica) | Medalla de plata  | Pichón móvil 33 m por equipo |
| 1920             | Amberes (Bélgica) | Medalla de plata  | Pichón móvil 50 m por equipo |
| 1920             | Amberes (Bélgica) | Medalla de bronce | Pichón móvil 28 m por equipo |